# コール オブ デューティ ウォーゾーン モバイル
『コール オブ デューティ ウォーゾーン モバイル』（英: Call of Duty: Warzone Mobile）は、アクティビジョンが開発するスマートフォン向けゲームアプリ。最低スペックはiOS17以上(RAM3GB)、Android13以上(RAM4GB)である。また、Bluestacksなどのエミュレーターでウォーゾーンモバイルを起動することはできない。ウォーゾーンと異なる点としてはバトルロイヤルだけでなく、MOSH PITやチームデスマッチなどの本来のCoDのマルチプレイヤーモードに近い内容もプレイできる点が挙げられる。ただしゾンビモードは未実装である。
内容はオープンワールドによるバトルロイヤルFPS。2024年3月21日に基本プレイ無料で配信される。2024年2月28日までの事前登録者数は5,000万人を超える。
『コール オブ デューティ ウォーゾーン (2022年のゲーム)』の派生作となる。『ウォーゾーン (2022年のゲーム)』と同様にクロスプログレッション機能に対応し、『コール オブ デューティ モダン・ウォーフェアII』、『コール オブ デューティ モダン・ウォーフェアIII』、『コール オブ デューティ ブラックオプス 6』と銃火器やオペレーター、バトルパスの進捗などを共有する。
2025年5月16日、アクティビジョンは本作はアップデートの提供を停止することと、5月19日をもって新規ダウンロードを終了することを発表した。オンラインプレイは引き続き利用可能。アクティビジョンは本作のサポート終了についてPC版やコンソール版と同様の期待に応えることが叶わなかったと述べている。